# Neger Neger
Neger Neger è il secondo album da solista del rapper tedesco B-Tight. È stato pubblicato il 27 aprile 2007, sulla etichetta Aggro Berlin.

## Tracce
CD 1
1. Intro – 0:58
2. Neger Neger – 2:52
3. Ich bins – 3:23
4. So gut – 3:14
5. Zack! Zack! – 3:18
6. In den Mund!!! – 2:39
7. Ein Schlag (feat. Alpa Gun) – 3:59
8. Skit 1 – 0:50
9. Hör nich auf (feat. Sido) – 2:54
10. Der Coolste – 3:52
11. Jetzt komme ich (feat. Greckoe) – 2:52
12. Fick Dich – 2:26
13. Kein Problem (feat. Grüne Medizin) – 3:31
14. Was soll ich machen – 3:46
15. Bobby Dick (feat. Berlin) – 4:29
16. Pump mich (feat. Tony D) – 4:04
17. Skit 2 – 0:27
18. Szenario (feat. Kitty Kat) – 3:06
19. Spielverderber (feat. Fler) – 3:49
20. 10 kleine Negerlein – 3:22
21. Skit 3 – 1:02
22. Ich sehe dich (feat. Tony D) – 3:35
23. Outro – 0:10

CD 2
1. Alles ändert sich  – 3:35
2. Das Geständnis (feat. Kitty Kat) – 4:22
3. Meine Geschichte – 3:31
4. Bis ins Grab (feat. Shizoe) – 4:18
5. Alles Votzen außer Mama – 3:49
6. Annemarie (feat. Dan) – 3:59
7. Ich bins (Bobby Dick) VideoClip – 2:55